# 曲率辐射
曲率辐射是相对论性的带电粒子在强磁场中沿着弯曲的磁力线运动所产生的辐射。由于相对论效应，曲率辐射集中在沿运动方向角度很小的錐體裡。
电子发生曲率辐射的辐射谱与同步辐射类似。基频为
{\displaystyle \nu _{0}\simeq {\frac {c}{2\pi \rho }}}
其中ρ为电子运动的曲率半径。峰频为：
{\displaystyle \nu _{c}={\frac {3}{2}}\gamma ^{3}\nu _{0}\simeq {\frac {3}{2}}\gamma ^{3}{\frac {c}{2\pi \rho }}}
在低频端，辐射谱功率随频率增加而增加，正比于频率的1/3次方，即{\displaystyle P_{\nu }\propto (\nu /\nu _{c})^{1/3}}，并且与电子的能量无关。在高频端，辐射谱功率随频率指数下降。